# 마리나 베이 샌즈
마리나 베이 샌즈(Marina Bay Sands)는 싱가포르 마리나 베이에 접한 종합 리조트 5성급 호텔이다. 라스베이거스의 카지노 리조트 운영 회사 라스베이거스 샌즈로부터 개발되었다. 설계는 모셰 사프디, 쌍용건설이 건설하였다. 52도 기울어진 모습으로 유명하다.
배 모양의 수영장을 머리에 얹은 200ｍ 높이의 빌딩 세 개로 이루어져 있다. 호텔로 유명해졌지만 MBS는 프리미엄 쇼핑몰, 카지노, 컨벤션을 한 공간에서 즐길 수 있는 복합 리조트이다.
호텔과 연결된 MBS 엑스포·컨벤션센터 규모는 축구장 16개 크기인 12만m2에 달했다. 서울 삼성동 코엑스(3만4567m2)의 3.5배다. 4층에 있는 그랜드볼룸은 아시아에서 가장 큰 8000m2로 1만1000명을 수용할 수 있다.